# Béthisy-Saint-Pierre
Béthisy-Saint-Pierre ist eine französische Gemeinde mit 3133 Einwohnern (Stand 1. Januar 2022) im Département Oise in der Region Hauts-de-France. Sie gehört zum Arrondissement Senlis, zum Kanton Crépy-en-Valois und zum Gemeindeverband Région de Compiègne et de la Basse Automne.

## Geographie
Béthisy-Saint-Pierre liegt im Tal des Flusses Automne am Südrand des Waldes von Compiègne, 15 Kilometer südlich von Compiègne.

## Geschichte
Die Burg Béthisy war eine Festung aus der ersten Hälfte des 11. Jahrhunderts. Am 1. August 1137 starb hier der französische König Ludwig VI. der Dicke. Die Burg wurde zu Beginn des 17. Jahrhunderts auf Befehl des Königs Ludwig XIII. zerstört.

## Bevölkerungsentwicklung
| Jahr                       | 1962 | 1968 | 1975 | 1982 | 1990 | 1999 | 2010 | 2021 |
| -------------------------- | ---- | ---- | ---- | ---- | ---- | ---- | ---- | ---- |
| Einwohner                  | 1994 | 2263 | 2818 | 3034 | 3140 | 3135 | 3287 | 3135 |
| Quellen: Cassini und INSEE |      |      |      |      |      |      |      |      |

## Sehenswürdigkeiten
- Kirche Saint-Pierre
- Kapelle des ehemaligen Priorats Saint-Pierre des reformierten Ordens von Saint-Maur

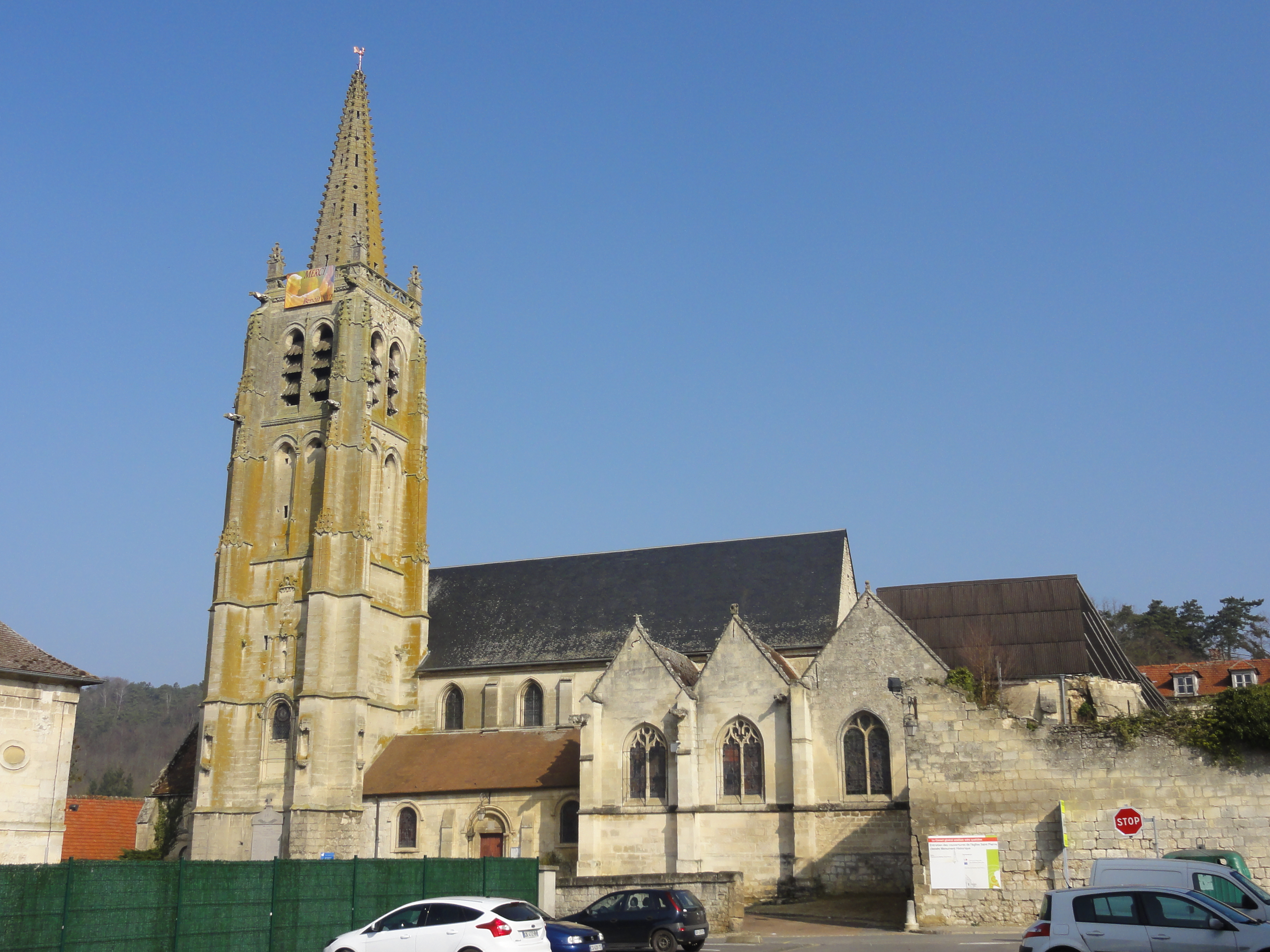
Kirche Saint-Pierre
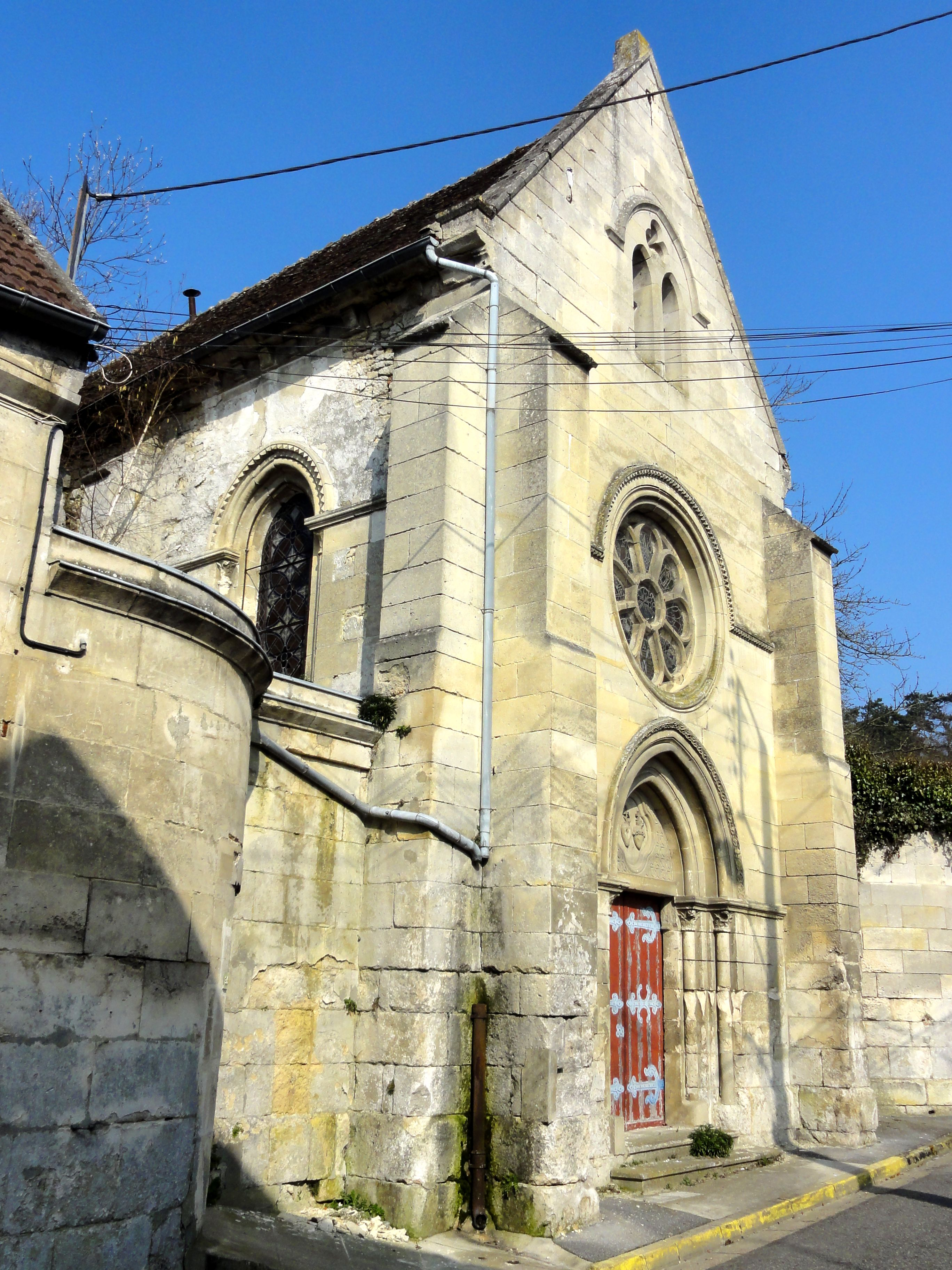
Kapelle des ehemaligen Priorats
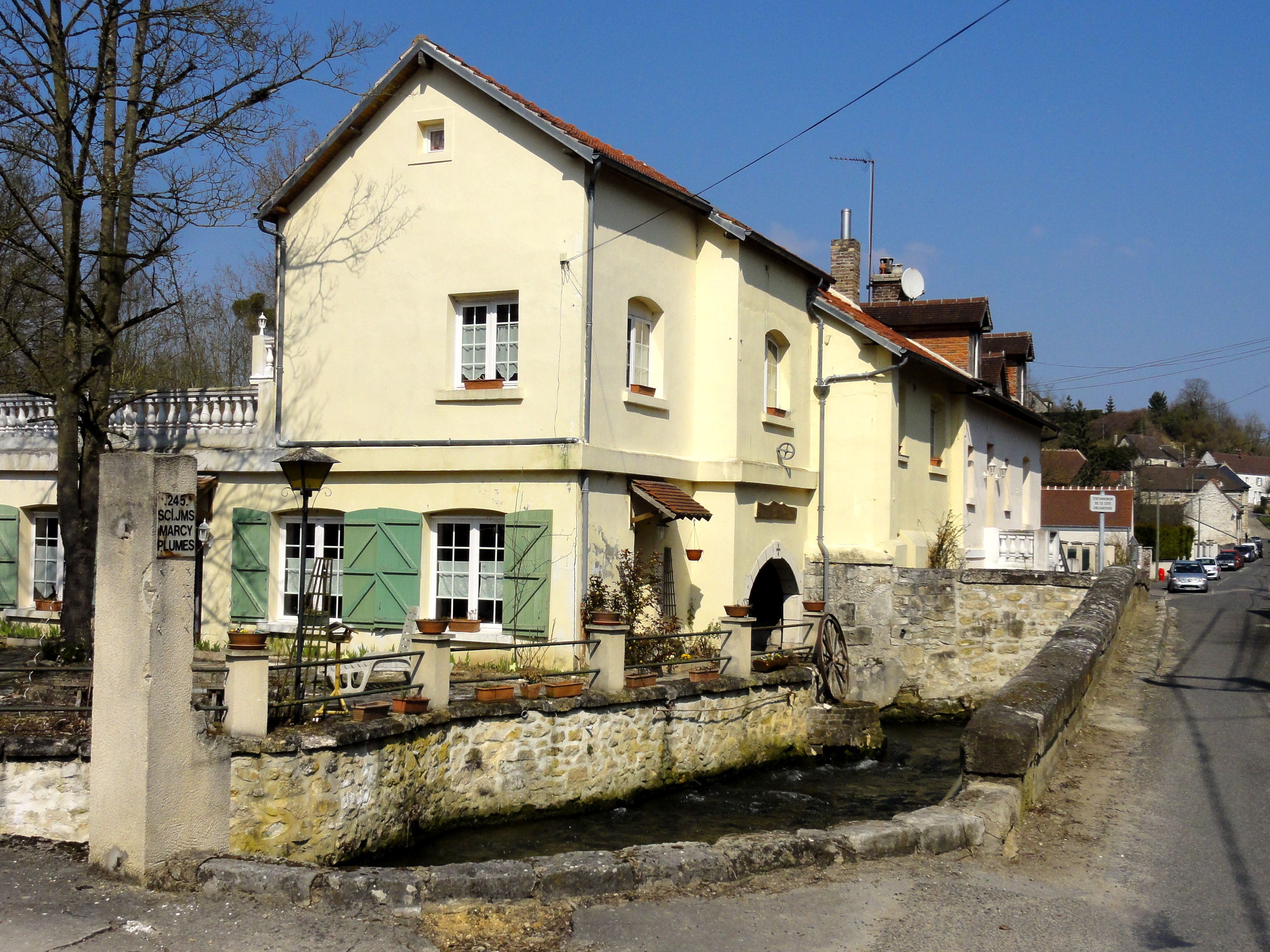
Ehemalige Wassermühle
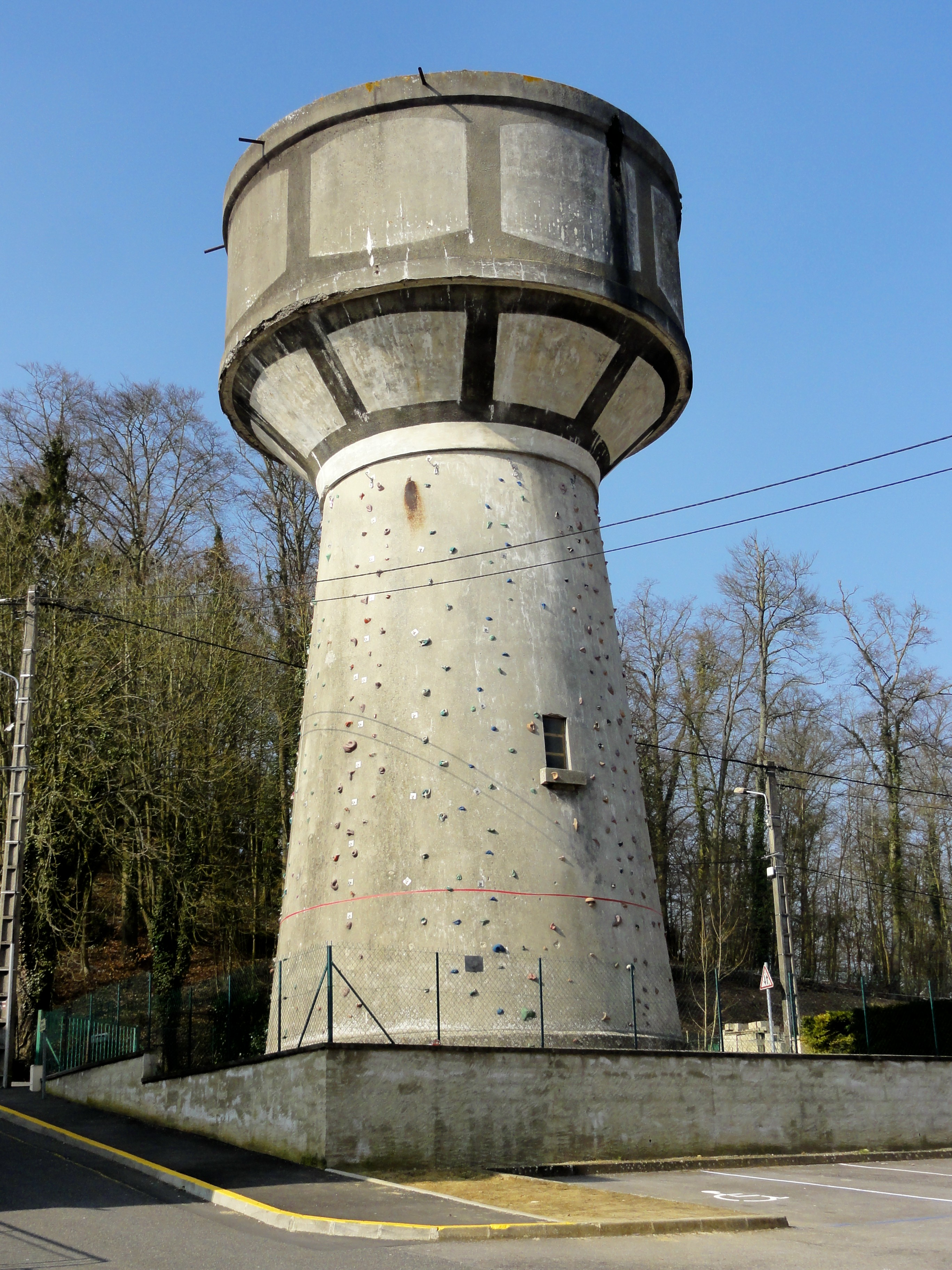
Wasserturm
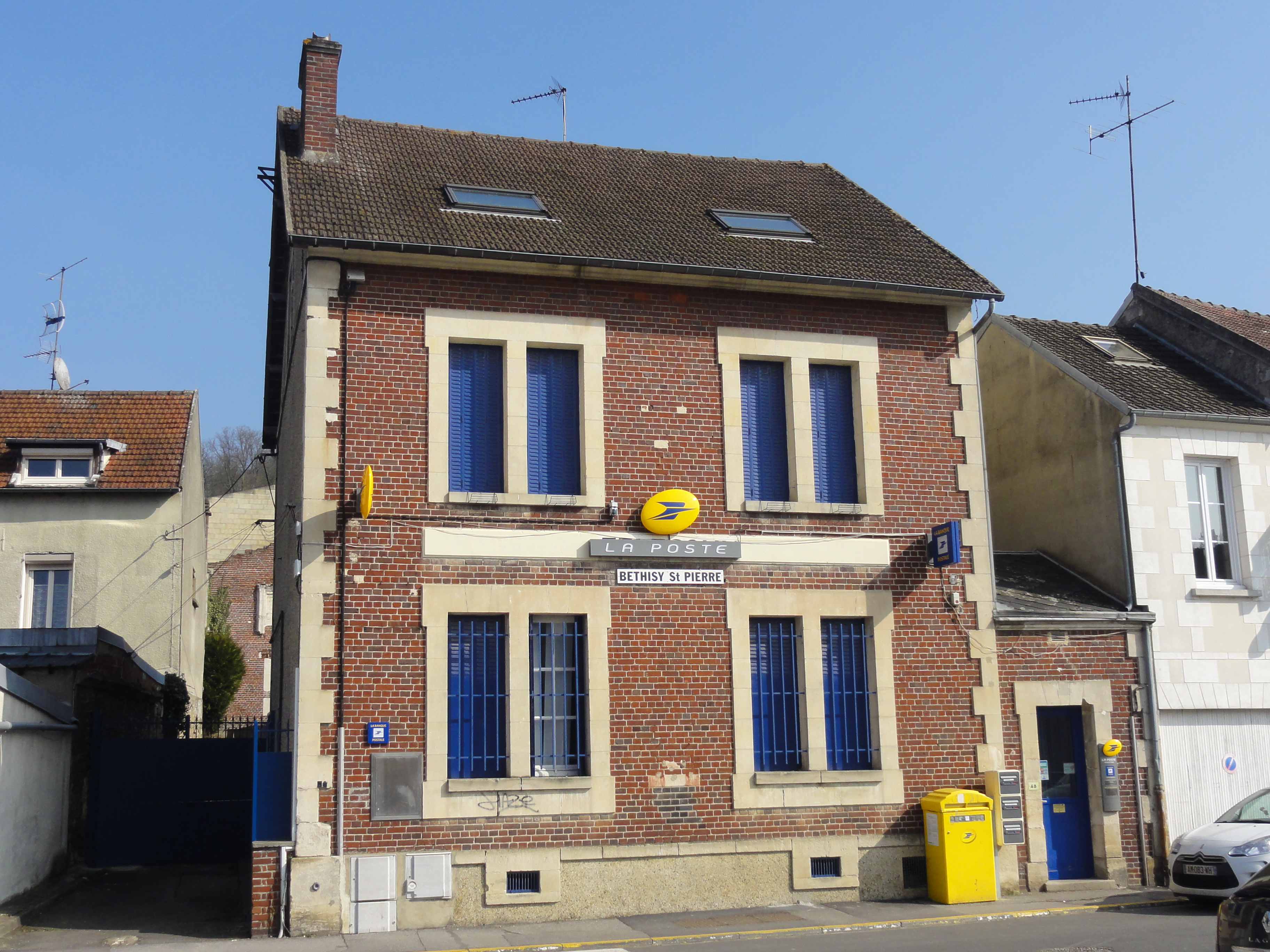
Postamt
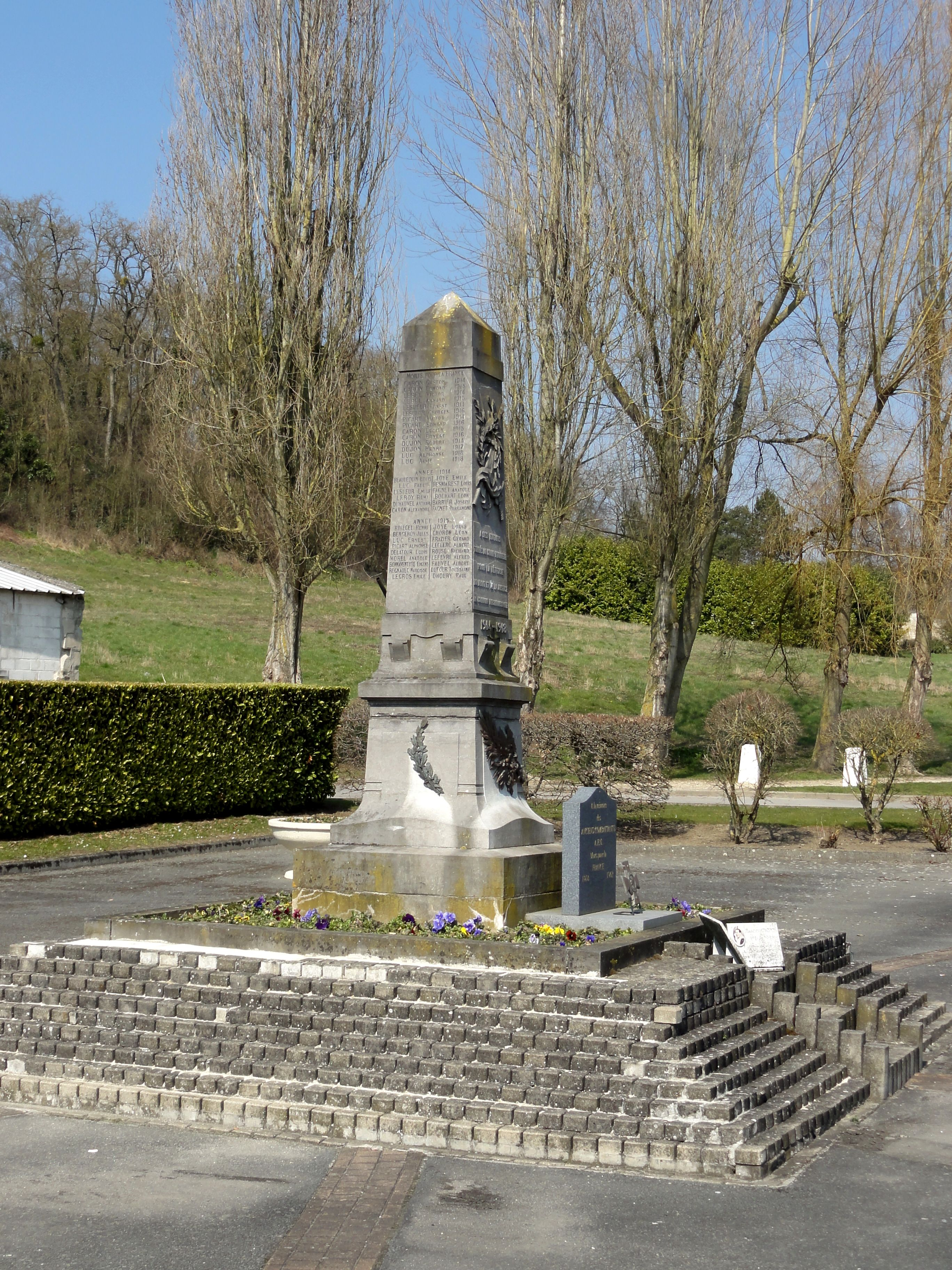
Gefallenendenkmal